# La Tronada (revista)
|  | Pel que fa a l'espectacle pirotècnic de la Festa Major de Reus, vegeu Tronada. |

La Tronada: setmanari poca-solta, de notícies, avisos, anuncis, i esquel·les mortuories va ser una publicació satírica que va sortir a Reus del 27 d'octubre de 1928 al 19 de gener de 1929.

## Història
Portava un lema: "Ironia i pessigolles a l'engrós". Volia ser una revista crítica amb la mentalitat reusenca i dividia a la societat en dos sectors: l'ordre religiós i l'ordre polític. Criticava sarcàsticament aquests dos temes, però el seu humor no va ser tant directe com el d'altres setmanaris predecessors seus, ja que no personalitzava els seus atacs. La publicació, després del silenci imposat per la dictadura de Primo de Rivera, tornava a incloure en les seves pàgines opinions anticlericals, molt arrelades dins el sector republicà reusenc. Al número 1 es presentava als lectors explicant que sortia perquè la típica Tronada no peti només per sant Pere, el dia del patró de la ciutat, sinó que ho faci un cop per setmana. La revista s'imprimia a Tarragona als tallers tipogràfics dels Successors de Torres i Virgili, però tenia la redacció i les subscripcions a Reus, a la Llibreria Marín, al carrer de Llovera, 13. La capçalera era il·lustrada. Era un quadre dividit en cinc parts, i a l'angle superior hi havia escrit el preu i l'adreça de la redacció. En els angles inferiors, a l'esquerra un urinari d'alguna plaça local i a la dreta el dibuix d'un tramvia. Al centre, en un requadre més gran, es representava la plaça del Mercadal amb l'ajuntament en plena reforma. Davant, la Tronada a punt per ser disparada. Tenia 8 pàgines i 31 cm.
Els seus escrits anaven sempre signats amb pseudònims: "Fill de la portera", "Trovattore", "Pólvora", "Jaimitu", "L'avi Pepet", i d'altres. Els redactors coneguts eren Pere Garrido Marín i Josep Martí Lassan.

## Localització
- Una col·lecció completa a la Biblioteca Central Xavier Amorós de Reus.[2]
- Exemplars a la Biblioteca del Centre de Lectura de Reus i a la Biblioteca de Catalunya.[3]